# Cristiano Zanetti
Cristiano Zanetti (Carrara, 1977. április 14. –) olasz válogatott labdarúgó, jelenleg szabadúszó.